# Tricasses
|  | No s'ha de confondre amb Tricastins. |

Els tricasses (en llatí Tricasses, en grec antic Τρικάσιοι) van ser un poble gal que vivia a la Gàl·lia Lugdunensis, diu Plini el Vell. Segons Claudi Ptolemeu la seva ciutat més important era Augustobona (Αὐγουστόβονα), i els seus veïns eren els parisis. A la Notitia Provinciarum la seva ciutat principal és la Civitas Tricassium, l'actual Troyes, al Sena, capital del departament de l'Aube. Juli Cèsar no els menciona, cosa que fa pensar que a la seva època estaven sotmesos a un altre poble, probablement als sènons.